# Entrex
Entrex war ein US-amerikanischer Computerhersteller, der im Jahr 1977 von Nixdorf Computer übernommen wurde. 
Entrex hatte 70 Geschäftsstellen sowie Service-Stützpunkte und setzte mit 600 Mitarbeitern im Jahr 1976 rund 65 Millionen Mark um. Vermarktet wurde das System Entrex 480. Dieses von Entrex entwickelte Datensammelsystem war das Hauptprodukt der Firma Entrex. Das System bestand aus einer zentralen Rechnereinheit mit Festplatte, und Magnetbandstation. Es konnten bis zur 64 Terminals angeschlossen werden. Die Terminals wurden von Entrex unter der geschützten Bezeichnung DATA/SCOPE™ vertrieben. Daraus abgeleitet entstand das Datensammelsystem Nixdorf 620. Es basierte auf den Entwicklungen von Entrex und wurde von 1974 bis 1984 in Deutschland vertrieben. Besonderes Merkmal dieses Systems waren waagerecht eingeschobene Rechnerplatinen ohne Rahmen. Die Programmierung dieser Maschine basierte auf Funktionsfolgen, die nicht mit anderen in jener Zeit verwendeten Programmiersprachen vergleichbar waren. Als Datenträger waren Magnetbänder üblich. 